# Леви, Давид
Давид Леви (ивр. דוד לוי‎; 21 декабря 1937 — 2 июня 2024) — израильский государственный и политический деятель, депутат Кнессета с 1969 по 2006 год. Занимал посты заместителя премьер-министра, министра иностранных дел, министра абсорбции, министра жилищного строительства и министра без портфеля. Лауреат Премии Израиля (2018) за государственную и общественную деятельность.

## Ранние годы
Леви родился в Марокко, и репатриировался в Израиль в 1957 году. Он начал работать в сфере строительства и стал лидером рабочего населения города Бейт-Шеан, в котором проживает большое количество евреев-выходцев из Северной Африки. Это дало Леви преимущество для начала карьеры профсоюзного активиста, когда он начал предвыборную кампанию по избранию в руководство объединения профсоюзов «Гистадрут», а затем полностью доминировал там, с помощью своих сторонников из правительственной партии Мапай. Весной 1973 года Леви возглавил оппозиционную фракцию Гистадрута «Тхелет-Лаван». До 1969 года он также работал на посту мэра Бейт-Шеан.

## Начало политической карьеры
До 1973 года Ликуд был союзом правой партии «Херут» и центристской либеральной партии, позже вошедшей в блок «ГАХАЛ», которая никогда не играла активную роль в управлении Израиля и всегда была в небольшой оппозиции. Леви прославился как первый из многих молодых рабочих членов партии, выбранных от восточных евреев (мизрахим). До тех пор в партиях «Херут» и «Гехал» доминировали деятели, выходцы из высшего класса общества и среднего класса интеллигенции, предпринимателей, фермеров и адвокатов.
В 1977 году Леви стал один из наиболее активных помощников Менахема Бегина в предвыборной кампании в Ликуде. Он объехал сотни тысяч избирателей-мизрахим, призывая их приходить на избирательные участки и голосовать за Бегина.

## Министерские посты
С 1977 по 1981 год, Давид Леви занимал пост министра абсорбции в первых двух правительствах Менахема Бегина.
Более важную роль в правительстве Давид Леви начал в процессе формирования правого правительства Бегина, когда «Демократическое движение за перемены» ушло в отставку. 15 января 1979 года ему была предоставлен портфель Министра жилищного строительства и реконструкции, и в эту должность он вложил много времени и сил
Леви управлял министерством жилищного строительства до 1990 года, и его политика за этот период имела разнообразный характер в части развития движения поселенцев, которую левые оппозиционные партия осуждали как «чистое политиканство».
Леви удалось за 13 лет на посту министра сделать жилье для большинства более доступным (радикальная инфляции в 1984 году вызвала кризис, так как недвижимость и цена аренды упали вместе с курсом израильского шекеля).

## Личная жизнь и смерть
Давид Леви был женат и имел двенадцать детей, в том числе Орли Леви и Джеки Леви. Умер 2 июня 2024 года в возрасте 86 лет.